# Kłodawa (gmina w województwie wielkopolskim)
Kłodawa – gmina miejsko-wiejska w województwie wielkopolskim, w powiecie kolskim. W latach 1975–1998 gmina położona była w województwie konińskim.
Siedziba gminy to Kłodawa.
Gminę Kłodawa pod koniec 2014 r. zamieszkiwało 13 172 mieszkańców, co stanowi  14,8% ludności powiatu kolskiego i 0,4% ludności województwa wielkopolskiego. Gęstość zaludnienia regionu osiągnęła wartość 102 os/km².
Za Królestwa Polskiego gmina należała do powiatu kolskiego w guberni kaliskiej. 19 maja?/31 maja 1870 do gminy przyłączono pozbawioną praw miejskich Kłodawę.

## Środowisko naturalne
Gmina Kłodawa leży na Wysoczyźnie Kłodawskiej, która charakteryzuje się płaskim, równinnym krajobrazem, urozmaiconym jedynie przez wcięte doliny cieków wodnych i pagórki kemowe we wsiach Dębina i Leszcze. Główny wpływ na rzeźbę gminy miało zlodowacenie warty oraz późniejsze procesy denudacyjne. W holocenie ważną rolę w przekształcaniu rzeźby zaczęła odgrywać działalność człowieka w zakresie osadnictwa, rolnictwa i górnictwa.
W obrębie gminy istnieją złoża piasków, żwirów, pospółki, węgla brunatnego oraz soli kamiennej i potasowej. Sól wydobywana jest metodą głębinową w kopalni soli Kłodawa.
Gmina leży w dorzeczu Warty. Głównym ciekiem jest przepływająca równoleżnikowo Rgilewka, będąca prawym dopływem Warty.
Lasy stanowią zaledwie kilka procent powierzchni. Krajobraz zdominowany jest przez pola uprawne.
W celu ochrony przyrody na terenie gminy zostały ustanowione dwa pomniki. Pierwszym pomnikiem jest grupa 50 drzew tworzących aleję lipową przy drodze w kierunku parku w Krzykosach, a drugim dwie lipy drobnolistne w Parku Górnika w Kłodawie. Północno-zachodni fragment gminy stanowi część Goplańsko-Kujawskiego Obszaru Chronionego Krajobrazu.

## Komunikacja
Przez gminę przebiega droga krajowa nr 92, łącząca Kłodawę, z Poznaniem i Warszawą. W Kłodawie krzyżuje się z drogą wojewódzką nr 263 (Dąbie – Kłodawa – Sompolno).
Przez gminę przebiega linia kolejowa Warszawa Zachodnia – Poznań Główny, na której znajduje się stacja kolejowa Kłodawa.

## Parafie katolickie
Na terenie gminy znajdują się dwa kościoły parafialne obrządku rzymskokatolickiego. Wszystkie one wchodzą w skład diecezji włocławskiej.
- dekanat kłodawski
  - parafia Wniebowzięcia NMP w Kłodawie
  - parafia św. Dominika w Bierzwiennej Długiej

Ponadto na terenie gminy mieszkają mariawici, którzy przynależą do parafii Przenajświętszego Sakramentu w Kadzidłowej.

## Najważniejsze fakty z historii gminy
- 4000 lat temu – pierwsze ślady osadnictwa we wsi Słupeczka
- 1085 – Władysław Herman nakazuje budowę kościoła pw. Świętego Idziego jako wotum wdzięczności za narodziny syna
- 1383 – pierwszy zapis Kłodawy jako miasta
- 1429 – do miasta przybywają kanonicy regularni laterańscy
- 1430 – Kłodawa otrzymuje prawa miejskie magdeburskie
- 1455 – Kazimierz IV Jagiellończyk uwalnia miasto od opłat targowych
- 1485, 1487 – sejmiki szlachty wielkopolskiej na terenie gminy
- 1516–1762 – szkoła kolegiacka w Kłodawie filią Akademii Krakowskiej
- 1655 – potop szwedzki – miasto i gmina doszczętnie zniszczone
- 1708 – panująca w mieście i gminie zaraza
- 1718–1755 – budowa kościoła parafialnego
- 1793 – gmina pod zaborem pruskim
- 1867 – Kłodawa traci prawa miejskie
- 1897 – powstaje pierwsza świecka szkoła w gminie
- 1901 – wybudowanie kościoła neoromańskiego w Bierzwiennej Długiej
- 1922 – oddanie do użytku linii kolejowej Kutno – Strzałkowo
- 1925 – Kłodawa odzyskuje prawa miejskie
- 1936 – do Bierzwiennej przybywają Siostry Wspólnej Pracy od Niepokalanej Maryi, prowadzą tam Ochronkę, zamkniętą później przez Niemców
- 1938 – gmina częścią województwa poznańskiego
- 1938 – poświęcenie nowego dzwonu w Bierzwiennej Długiej
- 1940 – zbrodnia w Katyniu, w której zginęli także mieszkańcy Kłodawy[5][6]
- 1941 – zamordowanie 1500 Żydów kłodawskich
- 1947 – powstanie Szkoły Podstawowej w Wólce Czepowej
- 1939 – Armia „Poznań” w Leszczach
- 1943 – zamordowany ks. Teofil Choynowski, proboszcz kłodawski
- 1945–1949 – Siostry Wspólnej Pracy docierają do Kłodawy
- 1955 – powstanie Szkoły Podstawowej w Korzeczniku
- 1970 – likwidacja Szkoły Podstawowej w Bierzwiennej Krótkiej
- 1970 – likwidacja Szkoły Podstawowej w Krzykosach
- 1978 – likwidacja Szkoły Podstawowej w Leszczach
- 1992 – likwidacja Szkoły Podstawowej w Rycerzewie
- 1999 – likwidacja Szkoły Podstawowej w Rysinach Kolonii
- 1999 – powstanie Zespołu Szkół nr 1 w Kłodawie
- 1999 – powstanie Zespołu Szkół nr 2 w Kłodawie
- 1999 – powstanie Gimnazjum nr 3 w Rysinach
- 2004 – likwidacja Szkoły Podstawowej w Wólce Czepowej i w Korzeczniku. Szkoły zaczęły prowadzić Stowarzyszenia.
- 2011 – likwidacja Szkoły Podstawowej w Dębinie
- 2012 – likwidacja Zespołu Szkół Nr 1 w Kłodawie, powołanie na jego miejsce Gimnazjum Nr 1 w Kłodawie
- 2012 – likwidacja Zespołu Szkół Nr 2 w Kłodawie, powołanie na jego miejsce Szkoły Podstawowej Nr 2 im. Białych Górników w Kłodawie
- 2012 – likwidacja Szkoły Podstawowej w Górkach, szkoła prowadzona przez Stowarzyszenie (i otwarcie tam gimnazjum)
- 2012 – likwidacja Gimnazjum Nr 3 w Rysinach i Szkoły Podstawowej w Bierzwiennej Długiej; placówki przekształcono w Zespół Szkół w Rysinach Kolonii
- 2012 – likwidacja Szkoły Podstawowej w Lubońku, szkoła prowadzona przez Stowarzyszenie
- 2012 – dnia 2 września odbyło się wśród mieszkańców gminy Kłodawa referendum, wskutek którego odwołany został z funkcji burmistrza Józef Chudy. Nie została natomiast odwołana rada miejska[7]. Przyczyną zorganizowania referendum było niezadowolenie mieszkańców z powodu zmian w oświacie, jakie nastąpiły w tym samym roku[8].

## Struktura powierzchni
Według danych z roku 2002 gmina Kłodawa ma obszar 128,97 km², w tym:
- użytki rolne: 90%
- użytki leśne: 4%

Gmina stanowi 12,76% powierzchni powiatu.

## Demografia

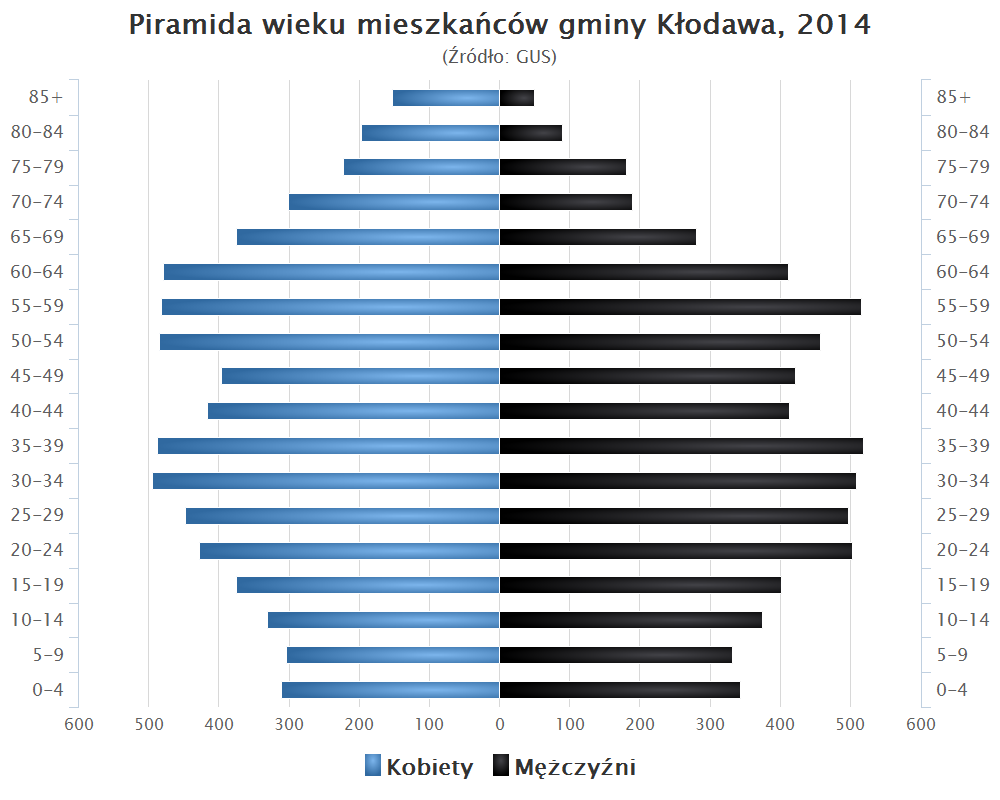
Piramida wieku mieszkańców gminy Kłodawa w 2014 roku

Dane z 30 czerwca 2004:
| Opis                              | Ogółem | Ogółem | Kobiety | Kobiety | Mężczyźni | Mężczyźni |
| --------------------------------- | ------ | ------ | ------- | ------- | --------- | --------- |
| jednostka                         | osób   | %      | osób    | %       | osób      | %         |
| populacja                         | 13 369 | 100    | 6822    | 51      | 6547      | 49        |
| gęstość zaludnienia (mieszk./km²) | 102    | 102    | 52      | 52      | 50        | 50        |

## Jednostki pomocnicze
Gmina obejmuje miasto Kłodawę i 28 sołectw: Bierzwienna Długa Wieś, Bierzwienna Długa-Kolonia, Bierzwienna Krótka, Cząstków, Dąbrówka, Dębina, Dzióbin, Głogowa, Górki, Janczewy, Kobylata, Krzykosy, Korzecznik, Leszcze, Luboniek, Łążek, Lubno, Okoleniec, Podgajew, Pomarzany Fabryczne, Rgielew, Rysiny Kolonia, Rycerzew, Słupeczka, Straszków, Tarnówka, Wólka Czepowa, Zbójno

## Sąsiednie gminy
- Babiak
- Chodów
- Grabów
- Grzegorzew
- Olszówka
- Przedecz